# 德意志城鎮法

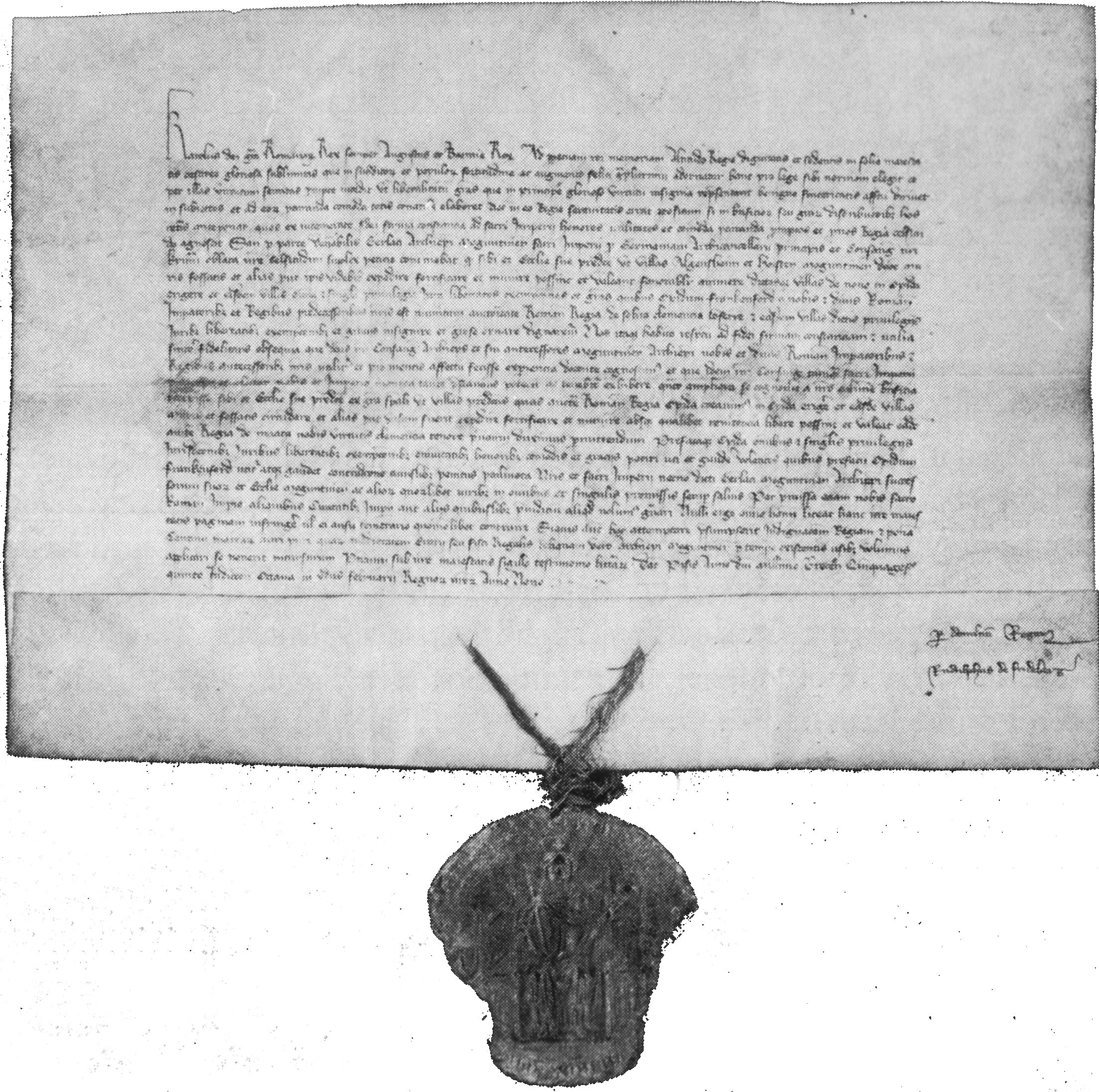
1355年2月11日起， 法蘭克福赫希斯特和高-阿尔格斯海姆所實施的市鎮憲章。

德意志城鎮法（德語：  Deutsches Stadtrecht) ，或稱作德意志市政機要法 (Deutsches Städtewesen) ，是一套基於由奥托一世所創建的馬格德堡權利的早期城镇特权。马格德堡法不僅在德意志，而且在中欧和东欧成為區域內城鎮憲章的靈感源泉，這些地區是於中世纪對其作出過修訂。該法以馬格德堡權利為基礎，由13世紀開始，是為許多德意志城邦、市鎮和村莊創立而使用。

## 歷史
在德意志人跨越整個北歐建立起城鎮，處於十世紀這麼早的時期時，他們就有常獲授予城镇特权，使他們得到不受制於在地世俗或宗教統治者的自治權限。這些特權通常包括自主管治、經濟自主、刑事法庭和民兵方面的自治權利。這些拓墾地的城鎮法或多或少完全是由鄰近（德意志地區）市鎮所複製得來，即如屬西法倫市鎮的索斯特、多特蒙德、明登和明斯特。隨著德意志人開始向東定居，拓殖者們就仿照起其他城鎮既有的十二世紀法規制訂新的城鎮法：範本包括了位處西部的科隆、北部的吕贝克（呂貝克法）、東部的馬德堡（馬德堡法）以及南部的纽伦堡或维也纳。
德意志城鎮獲取權利的路線，是新城鎮（法律）復刻被視為Rechtsvorort 即原始模範的既建立城鎮，或後者大致以新特許城鎮的法定保證人（legal sponsor）而完成法定過程。例如，馬德堡就在當時也同時成為可使用馬德堡權利的眾多城鎮的保證人，這些地方的非職業法官們（lay judges）可以在使用這類權利的城鎮內對模稜兩可的法律案件做出裁判。一些特定城鎮所獲權利，儘管它們最初來自同一來源，則是以不相像的名稱而為人所知；一些城市權利的變體名稱Rechtsvorort與這些地方所成名間的關聯，並非源自基於Rechtsvorort 所蘊含權利的特定風格。另外隨時間推移和領土邊界改變，德意志城鎮權利自身轉變的發生也就不可避免。 

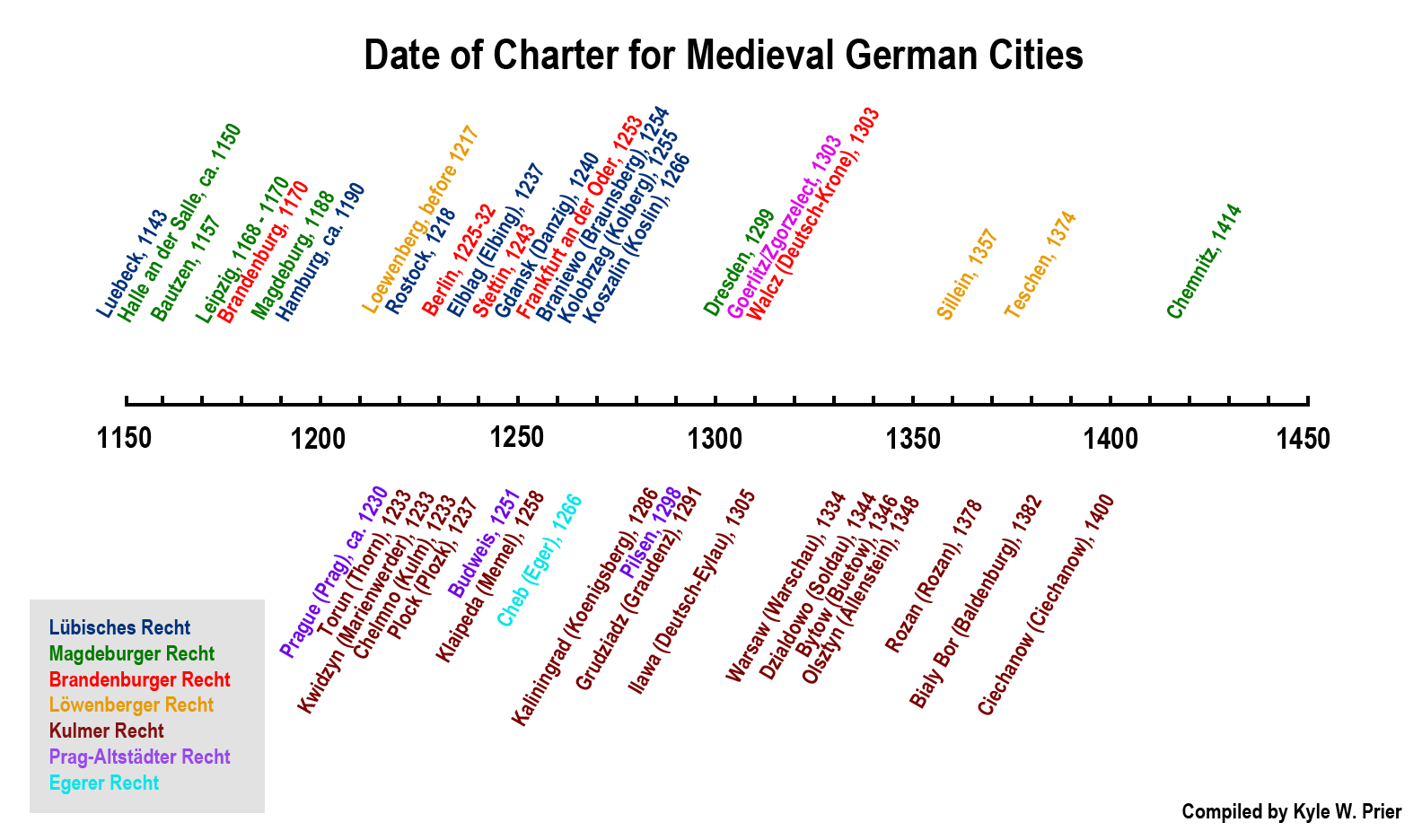
按類型所分組的中世紀諸德意志特許城鎮的時間線。

沿著十五到十七世紀這段歷程至終，許多地方的城鎮法，被法律專家根據羅馬法的各個方面做出過修改。在到尾聲的時候，較古老的城鎮法，與地方自治及司法管轄權一道，是讓位於新入主的領土統治者。在1803年的帝國代表大會上，神圣罗马帝国幾乎所有五十一個的帝國城鎮，是被領地王君們所吞併；剩餘的帝国自由城市法兰克福、不萊梅、汉堡和吕贝克就轉變為主權城邦。 中世紀時代確立的城鎮權利（法條）的唯一殘餘，直到1900年1月1日所頒佈的德国民法典，僅是剩下當中單獨的條款，約定的內容是有關家庭和繼承方面的法例。漢堡、不萊梅和柏林等城鎮，在當下是由Landesrechte，或稱德国联邦州法所管轄。
許多獲授予德意志城鎮權利的市鎮，是早已存在一段時間了，但在獲授予城鎮法的時候，也是將定居點的法律地位法典化了。許多歐洲地方儘管在很早之前是作為定居點而存在，他們都會以獲授城鎮憲章之時算做該地正式成立的標準。

## 擴延
德意志城鎮法由十三世紀早初開始，在德籍定居者對中歐和東歐的東向移民運動時期裡得到更多適用的空間。由於當時的許多地區被認為是較少人口或較少發展，在地統治者們就向來自德意志領土的農民們施以城市特權作誘因，以使他們向東部移民。一些獲得德意志城鎮法定憲章的城鎮，是基於預先存在的定居點，而另一些城鎮則是由移居者重新建造的。當時的許多城鎮是與附近農村社區的定居點一起形成的，不過城鎮的市鎮權利則受到嚴慎的保護。最初，德意志城鎮法僅適用於德籍人士，但後來逐漸的在大多數地方，所有城鎮居民無論其種族出身，都被一律視為（法定框架下的）公民。

### 呂貝克法
呂貝克法當時是於波罗的海南部沿岸的涉海事定居點間迅速傳播開，並被梅克伦堡北部、西波美拉尼亚以及東波美拉尼亞和瓦尔米亚的部分地區所採用實行。這個法例之後是構築起了里加法律的基礎，而被利沃尼亚、爱沙尼亚和库尔兰的利沃尼亚骑士团領土內的一些城鎮所採用實行。

### 馬德堡法
馬德堡法是在邁森和上薩克森進軍期間而流行開來的，其也是多個變體法例的來源，包括被上西里西亚所廣泛使用的諾伊馬爾克特-馬德堡法 ( 希隆斯克地區希羅達 ) ，和在普鲁士条顿骑士团領土内，以及沿著東波美拉尼亞的维斯瓦河下游所使用的庫爾姆法（Kulm law）。其他變體法律包括了勃蘭登堡法、利托梅日采法和奧洛穆茨法。

### 利托梅日采法
利托梅日采法和以纽伦堡法律為基礎的法典，如舊布拉格法和切布法，在君主瓦茨拉夫一世主治時期被引入波希米亚，而德意志殖民者們在摩拉维亚引入了布倫（布爾諾）和奧爾穆茨（奥洛穆茨）法。南德意志法律，泛指紐倫堡法典與维也纳法典，則曾在巴伐利亚、奥地利和斯洛文尼亚所使用，並於君主贝拉四世主治時期傳入了匈牙利王国。伊赫拉瓦法是波希米亞、摩拉維亞、上匈牙利山區和特兰西瓦尼亚的采矿社區所常使用的一種變體法律。其他城镇法律時僅單一適用於或被修改為適應在地條件，例如格武布奇采、格尔利茨、戈斯拉尔、吕讷堡、希隆斯克-勒武韋克、尼斯、斯皮斯和塞克什白堡法律。

### 諾伊馬克特法
十四世紀的波兰王国，由於卡西米尔三世在位的情況，許多城鎮尤其是歸處马索维亚、加利西亚和沃尔希尼亚者，都被授予了諾伊馬克特法。特蘭西瓦尼亞的許多特蘭西瓦尼亞撒克遜人定居點，尤其是在奥特蘭、布爾岑蘭和諾斯納蘭（Nösnerland），在十四世紀時都獲授南德意志城鎮法。
而於十五世紀時，立陶宛大公国內許多城鎮也都按照波蘭大部分地區所使用的諾伊馬克特城鎮法，進行了憲章化，而這樣做的時候其是通過復刻波蘭的行政方法而非德意志殖民化來實現的。到了十六世紀時的莫斯科，對於從波兰立陶宛联邦所奪取的第聂伯河沿岸各城鎮，是繼續授予或重申了馬德堡權利。波蘭被瓜分後，直到1830年代之前，馬德堡法還是繼續在俄罗斯帝国西部使用。

## 外部鏈接
- 石勒苏益格-荷尔斯泰因州的城市权利历史（德語）
- 显示德意志城镇法在整个威斯特伐利亚的传播地图 （页面存档备份，存于）（德語）